# Aeletodes minus
Aeletodes minus är en skalbaggsart som beskrevs av Yves Gomy 1977. Aeletodes minus ingår i släktet Aeletodes och familjen stumpbaggar. Inga underarter finns listade i Catalogue of Life.